# Aglaoctenus yacytata
Espèce
Aglaoctenus yacytata est une espèce d'araignées aranéomorphes de la famille des Lycosidae.

## Distribution
Cette espèce est endémique de la province de Misiones en Argentine,.

## Description
La femelle holotype mesure 18,09 mm. Les femelles mesurent de 14,64 à 20,62 mm.

## Publication originale
- Piacentini, 2011 : Three new species and new records in the wolf spider subfamily Sosippinae from Argentina (Araneae: Lycosidae). Zootaxa, no 3018, p. 27-49.